# Siuntio
Siuntio (in svedese Sjundeå) è un comune finlandese di 6217 abitanti, situato nella regione dell'Uusimaa.

## Società

### Lingue e dialetti
Le lingue ufficiali di Siuntio sono il finlandese e lo svedese, e 3,4% parlano altre lingue.
| %     | Ripartizione linguistica (gruppi principali) |
| ----- | -------------------------------------------- |
| 29,9% | madrelingua svedese                          |
| 66,7% | madrelingua finlandese                       |